# Gillian Carleton
Pour les articles homonymes, voir Carleton.
Gillian Carleton, née le 3 décembre 1989 à Scarborough est une coureuse cycliste canadienne, membre de l'équipe Specialized-Lululemon. En 2012, elle est médaillée de bronze de la poursuite par équipes aux championnats du monde à Melbourne et aux Jeux olympiques à Londres, avec Tara Whitten et Jasmin Glaesser.

## Palmarès sur piste

### Jeux olympiques
- Londres 2012
  -  Médaillée de bronze de la poursuite par équipes (avec Tara Whitten et Jasmin Glaesser)

### Championnats du monde
- Melbourne 2012
  -  Médaillée de bronze de la poursuite par équipes (avec Tara Whitten et Jasmin Glaesser)
- Minsk 2013
  -  Médaillée de bronze de la poursuite par équipes
  - 5e de l'omnium

### Coupe du monde
- 2012-2013
  - 1re de la poursuite par équipes à Aguascalientes (avec Jasmin Glaesser et Stephanie Roorda)
- 2013-2014
  - 2e de la poursuite par équipes à Manchester
  - 2e de la poursuite par équipes à Aguascalientes 
  - 2e de l'omnium à Manchester

### Championnats panaméricains
- Aguascalientes 2014
  -  Médaillée d'or de l'omnium
  - Cinquième de la poursuite par équipes (avec Jasmin Glaesser, Allison Beveridge et Kirsti Lay)[1]

### Championnats du Canada
- Championne du Canada d'omnium en 2013

## Palmarès sur route
- 2013
  - 6e étape du Tour du Languedoc-Roussillon